# Mas de Xuriguera
El Mas de Xuriguera és un mas situat al municipi de Maials a la comarca catalana del Segrià.